# Дубиніно (Калузька область)
Дубиніно (рос. Дубинино) — присілок у Дзержинському районі Калузької області Російської Федерації.
Населення становить 309 осіб. Входить до складу муніципального утворення Присілок Галкино.

## Історія
Від 2004 року входить до складу муніципального утворення Присілок Галкино.

## Населення
| 2002 | 2010 |
| ---- | ---- |
| 293  | ↗309 |